# Székelyszenterzsébet
Székelyszenterzsébet (1899-ig Szenterzsébet, románul Eliseni) falu Romániában Hargita megyében.

## Fekvése
Székelykeresztúrtól 8 km-re nyugatra, a Szenterzsébeti-Magyarós v. Mogyorós patak két
oldalán magas dombsorok között fekszik. Újszékelyhez tartozik.

## Története
1332-ben említették először a papi tizedjegyzékben. A középkori falu a református templomtól délnyugatra, a templomdomb lábánál feküdt. Szent Erzsébetnek szentelt középkori temploma a mai református templom helyén állott, Orbán Balázs még látta a szentély előzárókövén az 1402-es évszámot. Tornya 1785-ben épült, 1802-ben már rossz állapotú volt. 1870-ben a templomot le kellett bontani.
Mai református temploma a régi torony mellé 1870 és 1872 között épült. A faluban az Eössi családnak udvarháza volt, amely mára nyomtalanul eltűnt. A 18–19. századi Kemény–Orosz kúria 1997-ben dőlt romba.
1910-ben 1143 magyar lakosa volt. A trianoni békeszerződésig Udvarhely vármegye Székelykeresztúri járásához tartozott.
1992-ben 1103 lakosából 736 magyar, 361 cigány és 6 román volt.
Újszékelyhez tartozik.
A falu gazdag népzenei hagyományából 2022-ben könyvet adtak ki Szabó Kálmán Népdal- és Nótagyűjteménye címmel. A népdalok gyűjtését Szabó Kálmán az egykori kántor az 1950-es években végezte.

## Testvértelepülései
- Mezőladány (Magyarország)
- Bükkszenterzsébet (Magyarország)
- Eperjeske (Magyarország)

## Híres emberek
- 1607-től itt élt Péchi Simon (1565–1642), aki később Bethlen Gábor kancellárja, majd szombatos egyházalapító.[1]
- Itt született 1914-ben Nagy Géza művelődésszervező.
- Itt született 1914-ben Kiss Ernő matematikus.
- Itt született 1918-ban Abodi Nagy Béla festőművész.
- Itt született 1922-ben Molnár Béla biológus, a biológia tudományok doktora, egyetemi oktató.